# Ankaraspor
Ankaraspor Kulübü (tot 2013 Ankaraspor Anonim Şirketi) is een Turkse sportclub die opgericht is op 6 juni 1978 te Ankara. De clubkleuren zijn paars en goudgeel.
Ankaraspor speelt de thuiswedstrijden in het Osmanlıstadion. De club heeft meerde supportersgroepen waarvan de grootste "Yeniçeriler" (De Janitsaren) zijn.

Ankara ligt in Centraal-Anatolië.

## Geschiedenis

### Oprichting
Ankaraspor is opgericht in 1978 als voetbalclub onder de naam Ankara Belediyespor, maar had daarbuiten ook nog de volgende actieve sporttakken: gewichtheffen, atletiek, boksen, taekwondo, paardensport, judo, worstelen, handbal, wedstrijdzeilen, tafeltennis, rolstoelbasketbal, ijshockey, skiën en badminton. De clubkleuren waren blauw en wit. In 1998 ging de ploeg uit het hoofdstad voor een naamsverandering en werd sindsdien bekend als Büyükşehir Belediye Ankaraspor. Dit werd uiteindelijk in 2005 veranderd naar Ankaraspor AŞ, mede dankzij een volledig vernieuwde bestuur en voorzitter. De club speelde tot 1996 nog in de derde Turkse voetbaldivisie. Van 1996 tot en met 2004 speelde de club in de tweede divisie en vanaf zomer 2004 kwam Ankaraspor uit in de Süper Lig. De enige Europese ervaring van Ankaraspor was in 2005. Destijds speelde de club twee wedstrijden tegen ZTS Dubnica uit Slowakije in de UEFA Intertoto Cup. Daarbij won Ankaraspor (1-0) en verloor (4-0). Door een totaalscore van 1-4 in het nadeel van Ankaraspor werd de club uitgeschakeld.

### Schorsing en intrekking licentie
Na vier wedstrijden (5 punten) in het seizoen 2009/10 werd de club door de Turkse voetbalbond uit de Süper Lig genomen. De club had met het aantreden van een nieuwe voorzitter te nauwe banden gekregen met stadgenoot Ankaragücü. De nieuwe voorzitter was de zoon van de burgemeester van Ankara die zelf verbonden is aan Ankaragücü. Ook werden zes belangrijke spelers tegen een fractie van de marktwaarde door Ankaraspor overgedaan aan Ankaragücü. In hoger beroep werd het besluit van de bond begin oktober bevestigd en verloor Ankaraspor alle wedstrijden in de Süper Lig reglementair met 3-0. De club zou zelf in de 1. Lig gaan spelen. Op 4 augustus 2010 trok de bond de licentie van de club in en Ankaraspor speelde sindsdien niet meer.

### Heroprichting als Osmanlıspor
De club ging in cassatie en won dat in 2013. Vanaf het seizoen 2013/14 speelde de club als Osmanlıspor in de TFF 1. Lig. In het seizoen 2014/15 wist de club naar het hoogste niveau te promoveren na een tweede plaats. In het seizoen 2015-'16 eindigde de club in zijn eerste seizoen in de Süper Lig op een vijfde plaats en wist zo een plaats in de UEFA Europa League te bemachtigen. In 2020 nam de club opnieuw de naam Ankaraspor aan.

## Osmanlıspor in Europa
- 2Q = tweede voorronde
- 3Q = derde voorronde
- PO = Play-off
- 2R = tweede ronde
- PUC = punten UEFA coëfficiënten

| Ronde                                                       | Land                 | Club               | Thuis | Uit | Totaal | PUC  |
| ----------------------------------------------------------- | -------------------- | ------------------ | ----- | --- | ------ | ---- |
| Intertoto Cup 2005                                          |                      |                    |       |     |        |      |
| 2R                                                          | Vlag van Slowakije   | ZTS Dubnica        | 0-4   | 1-0 | 1 - 4  | 0.0  |
| Europa League 2016/17                                       |                      |                    |       |     |        |      |
| 2Q                                                          | Vlag van Moldavië    | Zimbru Chisinau    | 2-2   | 5-0 | 7 - 2  | 13.5 |
| 3Q                                                          | Vlag van Estland     | Nõmme Kalju FC     | 1-0   | 2-0 | 3 - 0  | 13.5 |
| PO                                                          | Vlag van Denemarken  | FC Midtjylland     | 1-0   | 2-0 | 3 - 0  | 13.5 |
| Groep                                                       | Vlag van Roemenië    | Steaua Boekarest   | 2-0   | 1-2 | 3 - 2  | 13.5 |
| Groep                                                       | Vlag van Zwitserland | FC Zürich          | 2-0   | 1-2 | 3 - 2  | 13.5 |
| Groep                                                       | Vlag van Spanje      | Villarreal CF      | 2-2   | 2-1 | 4 - 3  | 13.5 |
| 1/16 Finales                                                | Vlag van Griekenland | Olympiakos Piraeus | 0-3   | 0-0 | 0 - 3  | 13.5 |
| Totaal aantal behaalde punten voor UEFA coëfficiënten: 13.5 |                      |                    |       |     |        |      |

## Bekende (ex-)spelers
Turken
- Necati Ateş
- Murat Hacıoğlu
- Uğur Boral
- Ersen Martin
- Emre Aşık
- Yusuf Şimşek
- Özer Hurmacı
- Ümit Karan
- Aykut Demir
- Mehmet Güven
- Bilal Aziz
- Musa Çağiran
- Orhan Ak
- Gökhan Ünal
- Aydın Karabulut
- İlhan Parlak

Belgen
- Burak Kardeş

Bosniërs
- Avdija Vršajević

Brazilianen
- Wederson
- Artur Moraes

Ivorianen
- Bakary Soro

Kameroenezen
- Pierre Webó

Malinezen
- Cheick Diabaté

Mexicanen
- Antonio de Nigris

Montenegrijnen
- Radoslav Batak
- Dragoslav Jevrić

Nederlanders
- Adam Maher

Polen
- Łukasz Szukała

Roemenen
- Gabriel Torje
- Raul Rusescu

Tsjechiërs
- Václav Procházka